# Гонконг (стадион)
«Гонко́нг» (англ. Hong Kong Stadium, кит. трад. 香港大球場, упр. 香港大球场, пиньинь Xiānggǎng Dàqiúcháng) — мультиспортивный стадион в Гонконге, вмещающий 40 тысяч зрителей. До перестройки был известен как Правительственный стадион. В период с 1992 по 1994 годы был реконструирован, вследствие чего вместимость увеличилась с 28 тысяч до нынешнего показателя. Арена расположена в районе Хэппи-Вэлли, неподалёку от одноимённого ипподрома. На стадионе регулярно проводит свои матчи сборная Гонконга по футболу и клуб «Гонконг Пегасус». Кроме того, здесь проходит один из этапов Мировой серии по регби-7 и множество других международных спортивных соревнований разного уровня. В разные годы на «Гонконге» прошёл ряд концертов — Bon Jovi в 1993, благотворительный Концерт 1:99 в 2003 году, направленный на сбор средств для помощи больным SARS, и другие

## История

### Правительственный стадион

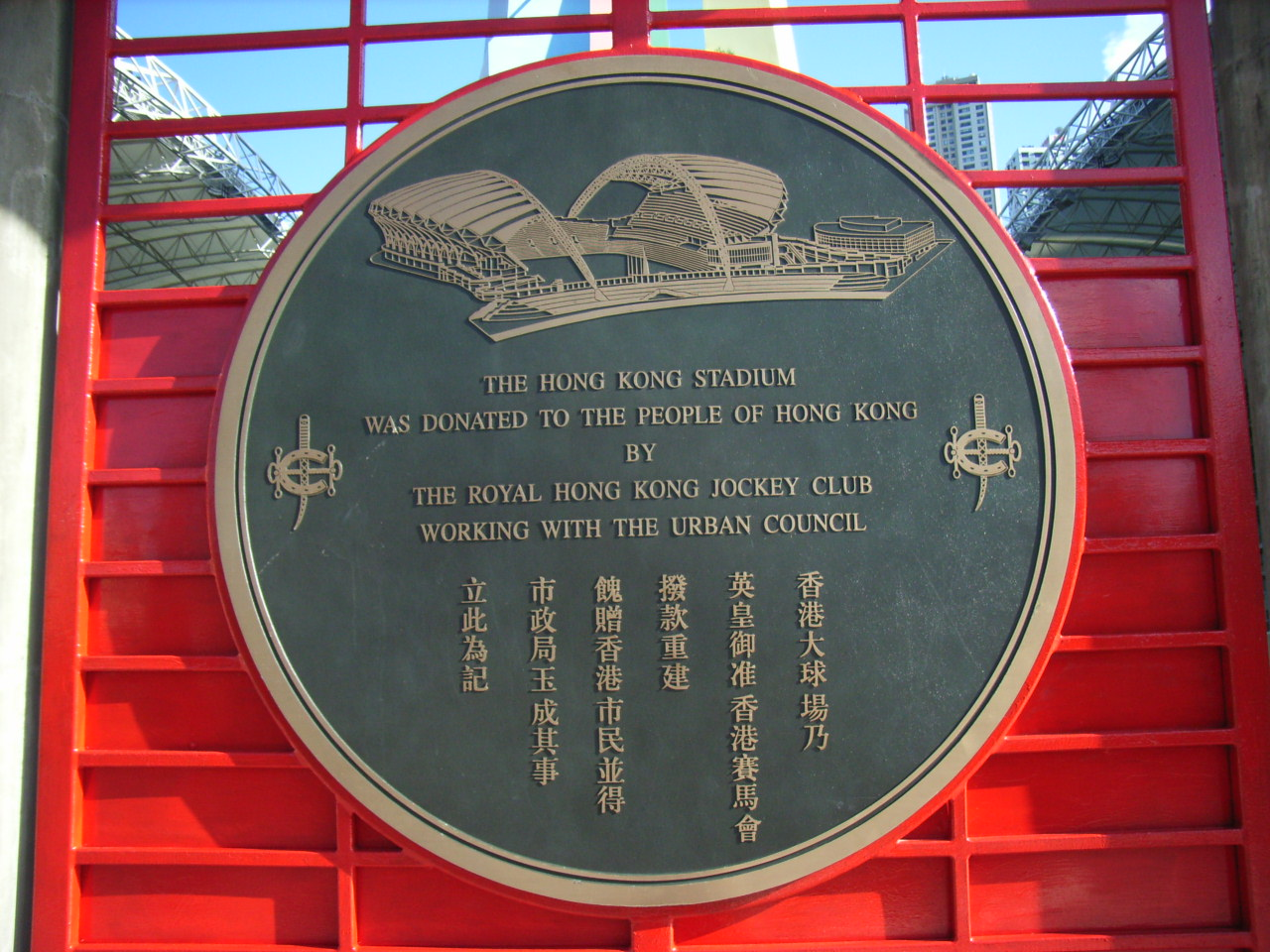
Мемориальная плита на входе на стадион. Надпись гласит: «Стадион „Гонконг“ подарен жителям города Гонконгским жокей-клубом в сотрудничестве с Градостроительным советом»

Британское колониальное правительство приняло решение построить стадион неподалёку от ипподрома «Хэппи-Вэлли» в 1950-х годах. Строительство арены, получившей название «Правительственный стадион», было закончено в 1952 году, а с 1953 года здесь начали проводиться матчи местного футбольного чемпионата. Кроме этого, здесь проходили атлетические соревнования среди спортсменов всех возрастов. Первоначально стадион вмещал около 28 тысяч человек и часто заполнялся целиком благодаря популярности футбола в стране. В 1982 году на стадионе впервые прошёл турнир по регби-7 Hong Kong Sevens, который раньше проводился на стадионе ФК «Гонконг». В последующие годы популярность события выросла настолько, что текущей вместимости стало не хватать. Решение о проведении реконструкции было принято в начале 1990-х годов, заказчиком выступила одна из крупнейших организаций города Гонконгский жокей-клуб, а контракт на исполнение был отдан гонконгской компании Dragages Hong Kong. Проект был разработан американским архитекторским бюро HOK Sport. Из-за ограниченного свободного пространства было решено добавлять новые ярусы трибун за счёт отказа от легкоатлетических дорожек, что исключало дальнейшее проведение здесь соревнований по этим видам спорта.

### «Гонконг»
Работы начались 6 апреля 1992 года, на следующий день после завершения Hong Kong Sevens. Работы прошли в два этапа. На первом, занявшем чуть меньше года, были реконструированы трибуны, а работы были приостановлены за неделю до Hong Kong Sevens 1993 года и возобновились сразу после. На втором этапе была построена крыша, которая закрыла 75 % трибун (Западную и Восточную целиком, а Южную и Северную — частично). Реконструкция официально завершилась раньше запланированного срока — 11 марта 1994 года. Такая скорость возведения стала возможна благодаря тому, что застройщик заготовил части сборных конструкций (балки, крепления и прочее) на месте заранее. После завершения работ арена получила своё нынешнее название — «Гонконг».
После проведения тендера управляющей компанией стадиона на десятилетний срок стала Wembley International, одна из дочерних компаний Wembley plc, управляющей в том числе и стадионом «Уэмбли». В последующие годы фирма неоднократно подвергалась критике как Градостроительного совета Гонконга, так и иностранных лиц. Все претензии касались низкого качества газона. В мае 1998 года Совет расторг контракт с Wembley International, а управление ареной было передано Министерству городского обслуживания Гонконга. В 2004 году Верховный суд Гонконга признал Градостроительный совет виновным в неправомерном расторжении контракта и обязал орган выплатить штраф в размере 20 миллионов HK$.
В 2013 году проблемы с полем возобновились. Из-за продолжавшихся во время футбольного турнира Премьер-Лига Азия Трофи в Гонконге проливных дождей качество покрытия снова попало в центр внимания прессы. В частности, тренер английского «Сандерленда» Паоло Ди Канио назвал поле «Гонконга» «газоном-убийцей» из-за того, что ранее на турнире из-за низкого качества поля травмы получили Ян Вертонген и Матия Настасич. В свете этих событий «Манчестер Юнайтед» отказался проводить здесь открытую тренировку, запланированную на 28 июля. В 2015 году при финансовой поддержке Гонконгского жокей-клуба газон был вновь перестелен, стоимость работ составила 31 миллион HK$.

## События

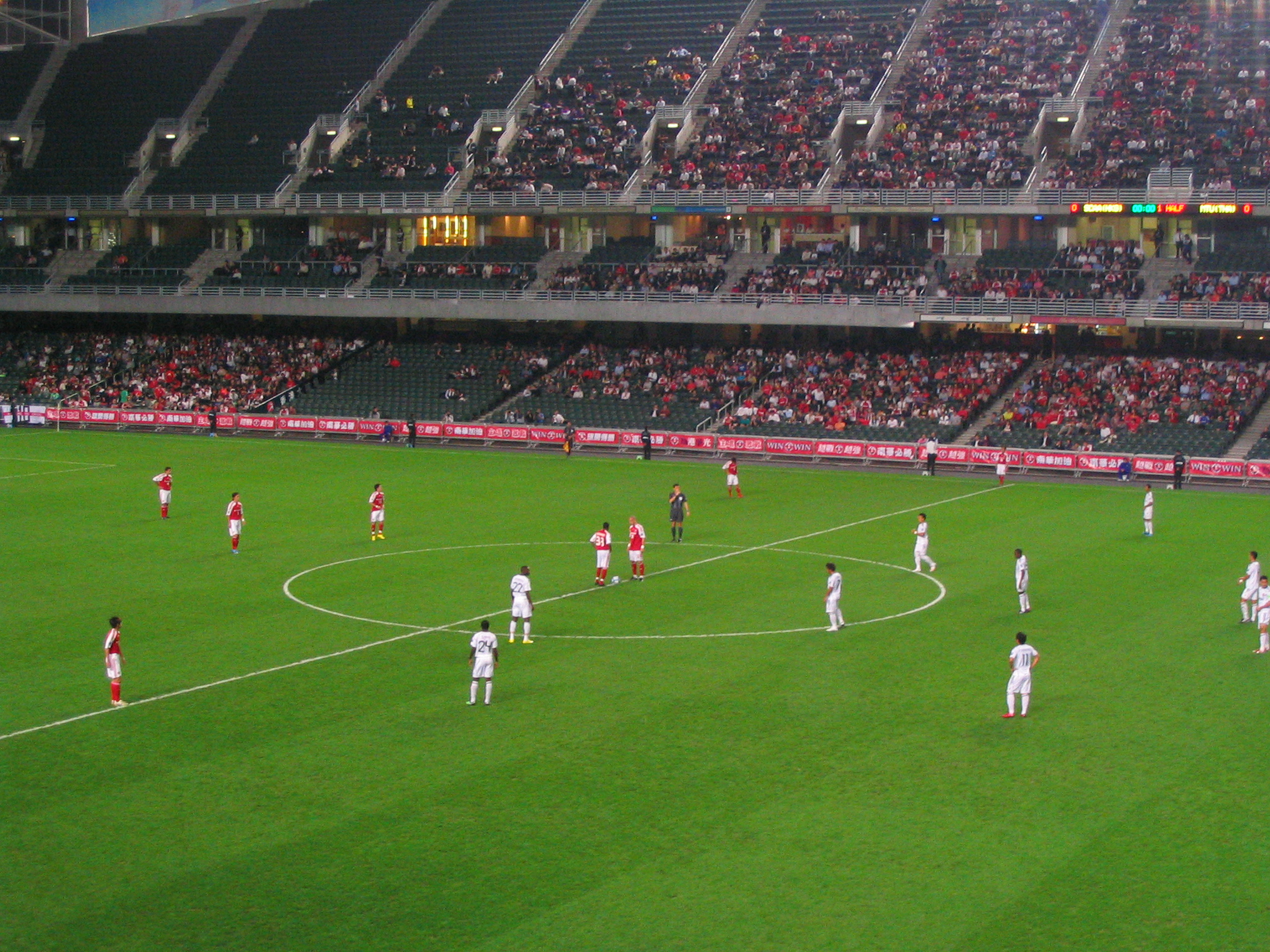
Матч Лиги Чемпионов АФК между «Саут Чайна» и «Муангтхонг Юнайтед», 2010 год

Сборная Гонконга по футболу большинство своих матчей проводит на «Гонконге». Кроме того, в разные годы стадион значился домашней ареной для нескольких команд Премьер-лиги и Первого дивизиона местного чемпионата. В 2011 и 2013 годах стадион стал местом проведения товарищеского турнира «Премьер-Лига Азия Трофи». В 2009 году здесь также прошли футбольные и регбийные матчи Пятых Восточноазиатских игр.
Ежегодно на «Гонконге» проходят матчи Hong Kong Sevens, одного из старейших и наиболее престижных турниров по регби-7. Событие длится три дня, в 2016 году его посетили 120 тысяч человек. Помимо соревнований, с 2014 года в специальной фан-зоне возле стадиона проходят концерты и многие другие мероприятия. В ноябре 2008 года здесь прошёл матч Кубка Бледислоу между регбийными сборными Австралии и Новой Зеландии, что стало первым случаем, когда матчи этого турнира проводились не на родине одной из команд-участниц. Одна из встреч 2010 года также прошла на этой арене. В 2013 году на «Гонконге» прошёл матч между двумя наиболее известными выставочными сборными по регби — «Британскими и ирландскими львами» и «Барбарианс». Предполагалось, что «Гонконг» станет одной из арен, на которой пройдут матчи чемпионата мира по регби 2019, однако в 2011 году организаторы отказались от этой идеи и приняли решение сосредоточить все средства для проведения встреч турнира исключительно на территории Японии.
В разные годы здесь прошли и другие спортивные и околоспортивные события. В 1996 году американский банджи-джампер Пол Бойл совершил прыжок с крыши Восточной трибуны стадиона на резиновом тросе. За трюком наблюдали местные СМИ, хотя официального разрешения на прыжок у экстремала не было. Бойл избежал ареста, однако получил пожизненный запрет на посещение стадионов, подконтрольных Градостроительному совету Гонконга. В 2008 году на стадионе состоялся праздник по поводу триумфа китайских спортсменов на Олимпиаде в Пекине. Специальными гостями стали золотые медалисты завершившихся Игр.

## Транспортная доступность
| Вид транспорта        | Пункт назначения                         | Маршрут                           |
| --------------------- | ---------------------------------------- | --------------------------------- |
| MTR — Островная линия | Causeway Bay                             | Около 15 минут пешком от станции. |
| Citybus               | Hong Kong Stadium                        | Маршрут 5B                        |
| KMB                   | Causeway Bay/ Hong Kong Stadium          | Маршруты: 678 936                 |
| Гонконгский трамвай   | Causeway Bay Terminus/ Pennington Street | Ветки:                            |